# Tricalysia repens
Tricalysia repens är en måreväxtart som beskrevs av Elmar Robbrecht. Tricalysia repens ingår i släktet Tricalysia och familjen måreväxter. Inga underarter finns listade i Catalogue of Life.